# 고든 그리어
고든 그리어(Gordon Greer, 1980년 12월 14일 ~ )는 스코틀랜드의 전 축구 선수이다. 2013년 5월 21일 크로아티아와의 2014년 FIFA 월드컵 예선에서 데뷔 후 스코틀랜드 축구 국가대표팀에서도 활약하고 있다.

## 수상

### 클럽
브라이턴 & 호브 앨비언
- 풋볼 리그 1 우승: 2010–11

### 개인
- PFA 올해의 팀: 2010–11 (풋볼 리그 1)